# Anne de Guigné
Anne de Guigné, kallad Nenette, född 25 april 1911 i Annecy-le-Vieux, död 14 januari 1922 i Cannes, var en ung fransk mystiker. Hon förklarades som venerabilis (vördnadsvärd) av påve Johannes Paulus II den 3 mars 1990.